# لیندا دیویس
لیندا دیویس (به انگلیسی: Linda Davis) موسیقی‌دان سبک کانتری اهل ایالات متحده آمریکا که در ۲۶ نوامبر ۱۹۶۲ به دنیا آمده است. وی از سال ۱۹۸۰ میلادی تاکنون مشغول فعالیت بوده‌است.